# トレド市長 (アメリカ)
トレド市長は、アメリカ合衆国オハイオ州トレドの首長である。
| 任期            | 氏名                                  | 政党       |
| --------------- | ------------------------------------- | ---------- |
| 1837年 - 1839年 | ジョン・バーダン                      | ホイッグ党 |
| 1839年 - 1840年 | ヒゼキア・D・メイソン                 | ホイッグ党 |
| 1840年 - 1843年 | マイロン・H・ティルデン               | ホイッグ党 |
| 1843年 - 1844年 | ジェームズ・マイヤーズ                | 民主党     |
| 1844年 - 1845年 | ジョージ・B・ウェイ                   | ホイッグ党 |
| 1845年 - 1846年 | リチャード・モット                    | 共和党     |
| 1846年 - 1849年 | エメリー・D・ポッター                 | 民主党     |
| 1849年 - 1850年 | ダニエル・O・モートン                 | 民主党     |
| 1850年 - 1851年 | カレブ・F・アボット                   | ホイッグ党 |
| 1851年 - 1852年 | チャールズ・M・ドーア                 |            |
| 1852年          | ダニエル・マクベイン（辞任）          |            |
| 1852年          | エグバート・B・ブラウン（辞任）       |            |
| 1852年 - 1853年 | アイラ・L・クラーク                   |            |
| 1853年          | メイヴァー・ブリガム                  |            |
| 1853年 - 1857年 | チャールズ・M・ドーア（2期目）        |            |
| 1857年 - 1860年 | アレグザンダー・ブラウンリー（辞任）  |            |
| 1860年 - 1861年 | アレグザンダー・H・ニューカム         | 共和党     |
| 1861年          | アイザック・R・シャーウッド           | 民主党     |
| 1861年 - 1863年 | ジョン・メイナー                      |            |
| 1863年 - 1867年 | チャールズ・M・ドーア（3期目）        |            |
| 1867年 - 1869年 | チャールズ・A・キング                 | 共和党     |
| 1869年 - 1871年 | ウィリアム・クローズ                  | 共和党     |
| 1871年 - 1875年 | ウィリアム・W・ジョーンズ             | 民主党     |
| 1875年 - 1877年 | グイド・マークス                      | 共和党     |
| 1877年 - 1879年 | ウィリアム・W・ジョーンズ（2期目）    | 民主党     |
| 1879年 - 1885年 | ジェイコブ・ロメイズ                  | 共和党     |
| 1885年          | ジョージ・W・シーツ                   | 共和党     |
| 1885年 - 1887年 | サミュエル・F・フォーブス             | 共和党     |
| 1887年 - 1891年 | ジェームズ・ケント・ハミルトン        | 共和党     |
| 1891年 - 1893年 | ヴィンセント・J・エミック             | 共和党     |
| 1893年 - 1897年 | ガイ・G・メイジャー                   | 共和党     |
| 1897年 - 1904年 | サミュエル・M・ジョーンズ             |            |
| 1904年 - 1905年 | ロバート・H・フィンチ                 | 共和党     |
| 1906年 - 1913年 | ブランド・ウィットロック              |            |
| 1914年 - 1915年 | カール・H・ケラー                     | 共和党     |
| 1916年 - 1917年 | チャールズ・M・ミルロイ               | 共和党     |
| 1918年 - 1921年 | コーネル・シュライバー                | 民主党     |
| 1922年 - 1925年 | バーナード・F・ブラフ                 | 共和党     |
| 1926年 - 1927年 | フレッド・J・メリー                   | 共和党     |
| 1928年 - 1931年 | ウィリアム・T・ジャクソン             | 共和党     |
| 1932年 - 1933年 | アディソン・Q・サッチャー             | 共和党     |
| 1934年 - 1935年 | ソロン・T・クロッツ                   |            |
| 1936年 - 1939年 | ロイ・C・スタート                     | 共和党     |
| 1940年 - 1942年 | ジョン・Q・キャリー（辞任）           |            |
| 1943年 - 1947年 | ロイド・E・ルーレット                 | 共和党     |
| 1948年 - 1950年 | マイケル・V・ディソー                 | 民主党     |
| 1950年 - 1951年 | オリー・セルスタ                      | 共和党     |
| 1952年 - 1953年 | ロイド・E・ルーレット（2期目）        | 共和党     |
| 1954年 - 1957年 | オリー・セルスタ（2期目）             | 共和党     |
| 1957年 - 1959年 | ジョン・W・イェイガー                 | 民主党     |
| 1959年 - 1961年 | マイケル・J・ダマス                   | 民主党     |
| 1961年 - 1967年 | ジョン・ウィリアム・ポッター          | 共和党     |
| 1967年 - 1971年 | ウィリアム・J・エンサイン             | 民主党     |
| 1971年 - 1976年 | ハリー・W・ケスラー                   | 民主党     |
| 1977年 - 1983年 | ダグ・デグッド                        | 民主党     |
| 1983年 - 1989年 | ドナ・オウエンス                      | 共和党     |
| 1990年 - 1993年 | ジョン・マックヒュー                  | 民主党     |
| 1994年 - 2002年 | カーティー・フィンクベイナー          | 民主党     |
| 2002年 - 2005年 | ジャック・フォード                    | 民主党     |
| 2006年 - 2010年 | カーティー・フィンクベイナー（2期目） | 民主党     |
| 2010年 - 2014年 | マイケル・P・ベル                     | 無所属     |
| 2014年 - 2015年 | D・マイケル・コリンズ                 | 無所属     |
| 2015年 - 2018年 | ポーラ・ヒックス＝ハドソン            | 民主党     |
| 2018年 - 現職   | ウェイド・カプスズキーウィックツ      | 民主党     |

## 参考サイト
- 公式サイト